# Pierluigi Pizzaballa
Pour les articles homonymes, voir Pizzaballa.
Pierluigi ou Pier Luigi Pizzaballa, né le 14 septembre 1939 à Bergame en Lombardie, est un footballeur international italien, qui évoluait au poste de gardien de but.

## Biographie
Pierluigi Pizzaballa est l'oncle à la mode de Bretagne — le cousin de son père — du cardinal Pierbattista Pizzaballa, patriarche latin de Jérusalem depuis 2020, souvent cité comme papabile durant le conclave de 2025.

### Carrière en club
Avec l'Atalanta, il remporte un championnat d'Italie de deuxième division, et une Coupe d'Italie. Avec la Roma, il gagne une nouvelle Coupe d'Italie. Enfin avec le Milan AC, il est finaliste de la Coupe d'Europe des vainqueurs de coupe en 1974, en étant battu par le club est-allemand du 1. FC Magdebourg.
Il dispute un total de 300 matchs dans les divisions professionnelles italiennes, sans inscrire de but.

### Carrière en sélection
Avec l'équipe d'Italie, il joue un match en 1966. Il s'agit d'une rencontre amicale jouée face à l'Autriche à Milan.
Il figure dans le groupe des sélectionnés lors de la Coupe du monde 1966. Lors du mondial organisé en Angleterre, il ne joue aucun match.

## Dans la culture populaire italienne
Malgré sa renommée assez relative en tant que footballeur, Pierluigi Pizzaballa devient très populaire dès le début de sa carrière grâce aux albums Panini : lorsqu'il était le gardien de but de l'Atalanta Bergame, — la première équipe par ordre alphabétique de la série A —, la vignette du gardien de but s'est souvent retrouvée numéro 1 de l'album. De plus, en raison d'une blessure qui l'a empêché de participer aux séances photographiques pour la réalisation de l'album, l'autocollant à son effigie de la saison 1963-1964 n'a pas été imprimé en même temps que les autres et est resté introuvable pendant plusieurs mois, devenant ainsi la vignette la plus rare et recherchée de la collection. Son propre neveu, le cardinal-patriarche de Jérusalem Pierbattista Pizzaballa, a affirmé : « Moi aussi, je faisais la collection des vignettes et, pour moi aussi, Pizzaballa était introuvable. » Pour Sky TG24, la rareté de cette image a plus ou moins transformé Pierluigi Pizzaballa en « une légende. »
Une autre version affirme que c'est Giuseppe Panini qui, sciemment, organisa en 1964 la pénurie de l'image du gardien pour entrainer la hausse des ventes de vignettes cette année-là[réf. nécessaire].

## Palmarès
| Atalanta - Championnat d'Italie de deuxième division (1) : - Champion : 1958-1959. - Coupe d'Italie (1) : - Vainqueur : 1962-1963. |  | AS Roma - Coupe d'Italie (1) : - Vainqueur : 1968-1969. |  | AC Milan - Coupe d'Italie : - Finaliste : 1974-1975. - Coupe d'Europe des vainqueurs de coupe : - Finaliste : 1973-1974. |